# Barriga de Freira
A Barriga de Freira é um doce tradicional português, feita com ovos, açúcar, pão, amêndoas e, por fim, canela. Tem uma textura cremosa e um sabor doce e aromático.

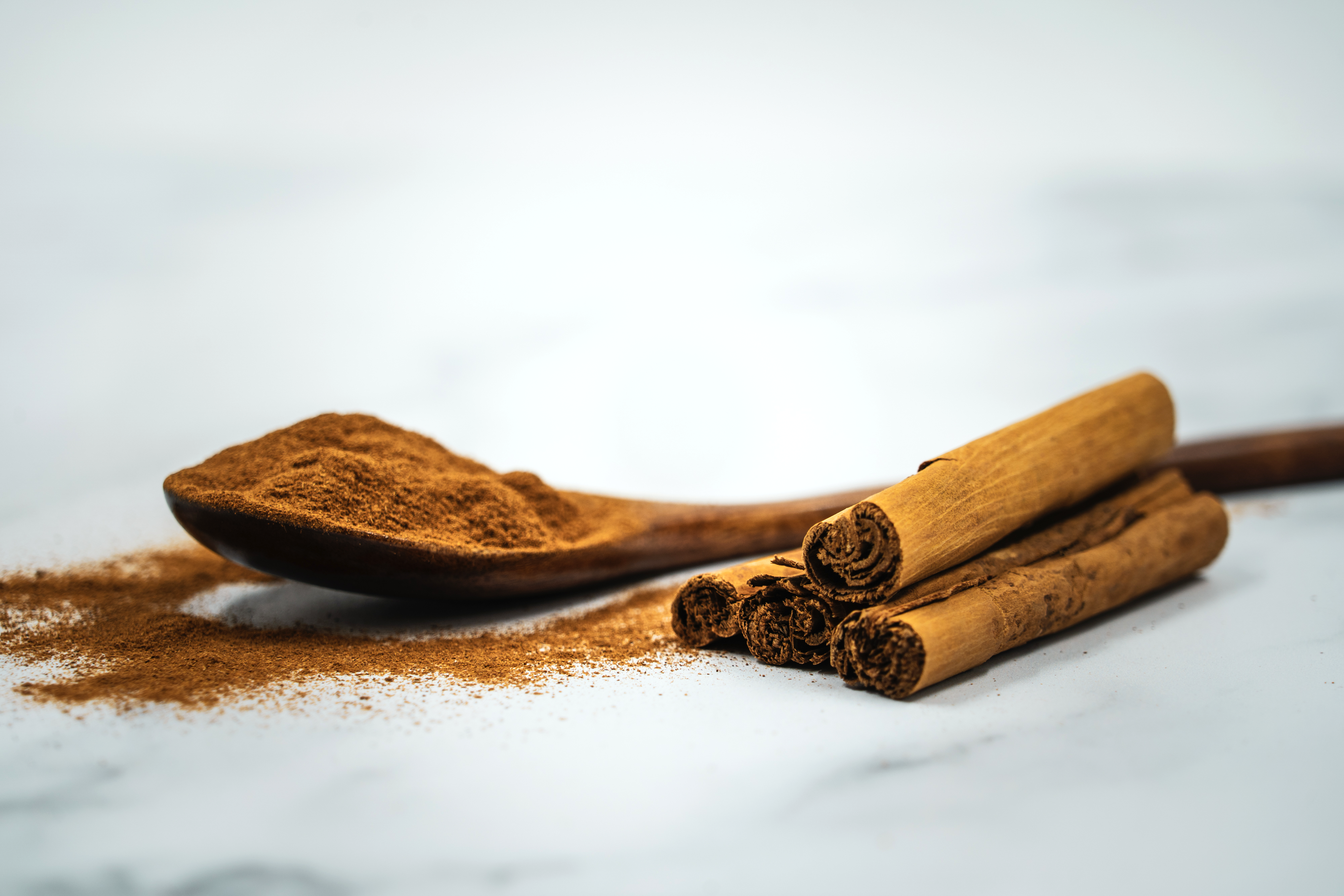

Come-se, principalmente, em dias festivos como sobremesa, e é relativamente fácil de cozinhar:
1. Faz-se uma calda de açúcar onde se juntam os ovos, as amêndoas, a canela e o pão em pedaços.
2. Vai ao lume para engrossar, durante cerca de 45 minutos.
3. Após ser posta em taças, polvilha-se com mais canela.[2]

## História

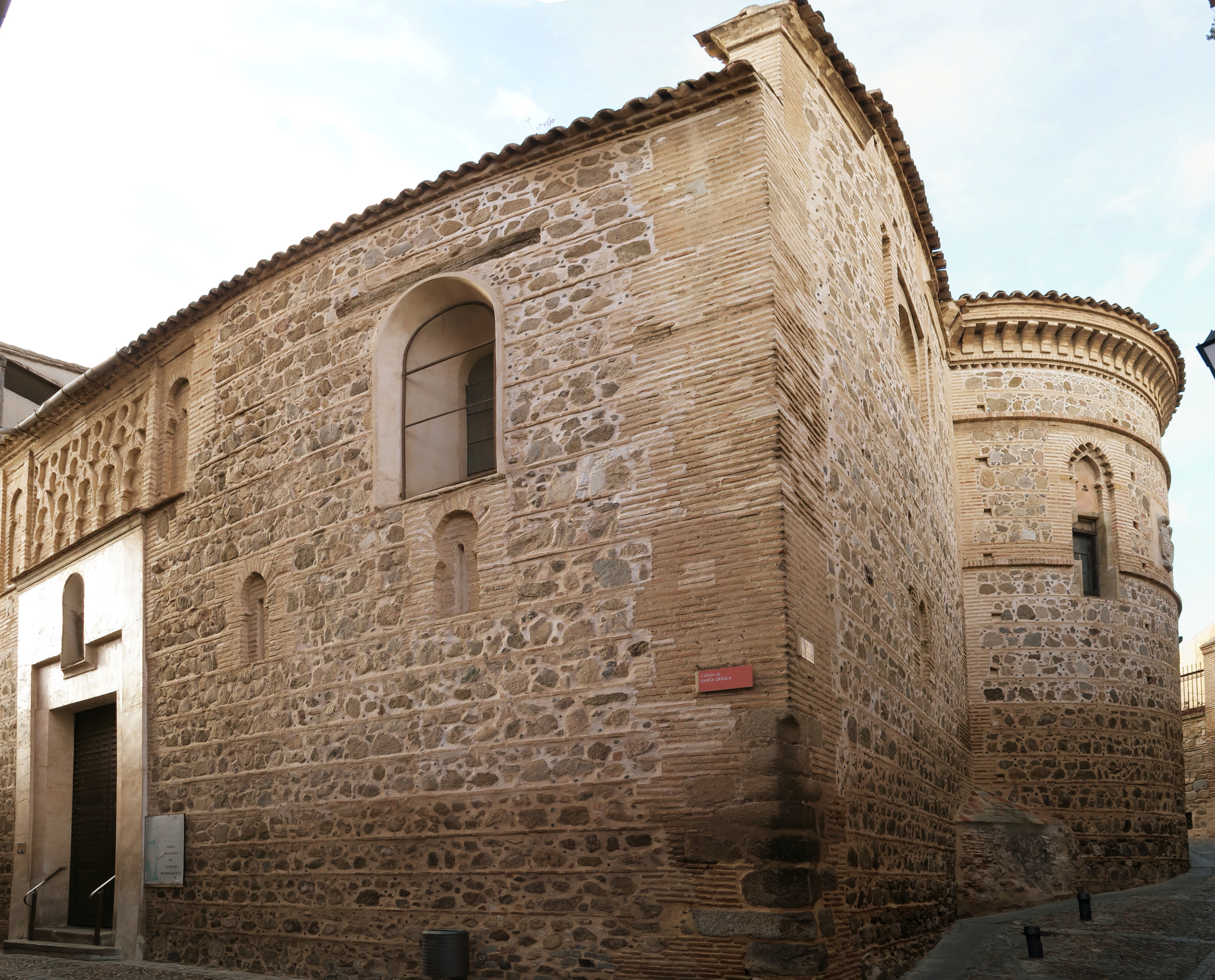

À semelhança da grande maioria da doçaria convencional portuguesa, crê-se que também a Barriga de Freira venha do Convento de Santa Ursula (nos arredores de Coimbra), que foi mandado construir no início do século XIII. Porém, independentemente de desconhecermos a sua origem exata, este doce tornou-se muito popular em Portugal, sendo hoje um dos mais apreciados do país.
Depois da extinção das ordens religiosas, no início do século XIX, as receitas para a Barriga de Freira conseguiram ser recuperadas.

## Variações[4]
A Barriga de Freira tem várias variações e, embora cada uma tenha o seu próprio sabor em particular, todas mantêm a doçura e a textura caraterísticas do doce. Algumas variações são:
- Barriga de Freira com Coco - o coco ralado é adicionado à mistura para dar um sabor crocante à Barriga de Freira.
- Barriga de Freira com Frutos Vermelhos - a adição de frutos vermelhos transmite um sabor mais fresco ao doce.